# Quercus glabrescens
Quercus glabrescens — вид рослин з родини букових (Fagaceae), поширений у Мексиці.

## Опис
Це дерево заввишки до 30 метрів. Сіра кора лущиться на квадратні тонкі пластинки. Гілочки ледь запушені, кольору кави, з явними блідо-жовтими сочевицями. Листки опадні, жорсткі, шкірясті, довгасті, зворотно-ланцетні, еліптично-довгасті чи зворотно-яйцюваті, 4–11 × 1.5–5 см; верхівка гостра або тупа; основа округла або серцеподібна, іноді клиноподібна; край товстий, злегка загнутий, зубчастий; верх блискучий темно-зелений, шорсткий, з невеликою кількістю залозистих волосків на середній жилці та сидячих зірчастих; низ блідіший, голий або з нечисленними волосками; ніжка листка запушена, 3–10 мм. Цвітіння: лютий. Чоловічі сережки 20–30-квіткові, 20 мм завдовжки. Жіночі суцвіття 1–3-квіткові, 10–18 мм завдовжки. Жолуді поодинокі або парні, сидячі або на голій 14–30 мм ніжці, яйцюваті, у довжину 16–21 мм, у діаметрі 13–17 мм; чашечка охоплює 1/3 горіха, у діаметрі 10–20 мм; дозрівають у перший рік у вересні — жовтні.

## Середовище проживання
Поширення: Мексика (Дістрито-Федераль, Ідальго, Веракрус, Тласкала, Керетаро, Пуебла, Оахака, Штат Мехіко). Росте на висотах від 2270 до 3000 метрів. Цей вид трапляється переважно в хмарних лісах, але іноді він присутній у сосновому лісі вологих холодних регіонів.

## Використання
Цей вид використовується для дров та вугілля.

## Загрози
Загрозами є сільськогосподарська й тваринницька діяльності, виробництво вугілля; незаконна рубка відбувається навіть у національних парках.